# Мікіс Теодоракіс
Мі́кіс Теодора́кіс (грец. Μίκης Θεοδωράκης; 29 липня 1925, Хіос — 2 вересня 2021, Афіни) — один з найвидатніших сучасних грецьких композиторів, політик. Почесний член Афінської академії,.
1964 року спеціально для фільму «Грек Зорба» написав нині всесвітньо відому мелодію сіртакі — один з символів сучасної Греції.

## Біографічні відомості
Батько комозитора був вихідцем з острова Крит, мати народилась в Малій Азії. З дитинства хлопчик виявляв інтерес до музики, свої перші пісні він став складати, ще не вміючи грати на музичних інструментах. У віці 17 років організував у Пелопоннесському місті Триполі хор.
Під час Другої світової війни Теодоракіс брав участь у грецькому Русі Опору. Був схоплений фашистами і піддавався тортурам. Під час громадянської війни у Греції 1946—1949 рр. композитор був відправлений у заслання на острів Ікарія, а потім поміщений у концтабір на острові Макронісос, де також піддавався тортурам. Потім з 1954 по 1959 р. в Паризькій консерваторії навчався музичного аналізу у Олів'є Мессіана та диригуванню у Ежена Віго. Проживаючи у Франції, багато писав, зокрема поклав на музику кілька творів новогрецького поета, революціонера Янніса Ріцоса. До цього періоду відносяться камерні прелюдії і сонатіни, симфонічні твори та три балети.
В 1959 р. композитор повернувся до Греції. Організував оркестр в Афінах та Музичне товариство в Піреї. Займався також політичною діяльністю, зокрема був депутатом Грецького парламенту від партії «Нова демократія» (1964—1967). У квітні 1967 р. незабаром після перевороту, влаштованого «чорними полковниками», Теодоракіс пішов у підпілля, був членом Єдиної демократичної лівої партії. Полковники заборонили його музику, а невдовзі композитор потрапив до в'язниці, де провів п'ять місяців.
1968 р. його звільнили під тиском світової громадськості і відправили у заслання, але вже в 1969 р. помістили в концтабір Оропос (під Афінами). Проте за нього знову заступилися всесвітньо відомі діячі культури, зокрема, Д. Шостакович, Л. Бернстайна, А. Міллер, Г. Белафонте. Нарешті в квітні 1970 р. композитор був звільнений. З 1970 р. він жив і працював у Франції. У вигнанні він продовжував боротьбу, влаштовуючи концерти на користь борців з хунтою. Після падіння режиму полковників в липні 1974 Теодоракіс знову повернувся до Греції.

### Політична діяльність
1974 року, одразу після повернення на батьківщину, Мікіс Теодоракіс балотувався в члени Грецького парламенту як кандидат об'єднаних лівих, але не був обраний. 1978 році пристав на пропозицію висуватись в мери Афін, але знову не був обраний.
1981 року вдається обраний членом Грецького парламенту від Комуністичної партії, переобраний від КПГ в 1985 році. 1990 року через розбіжності у переконаннях вийшов зі складу КПГ, зблизився із партією «Нова демократія», був міністром без портфеля в уряді Константіноса Міцотакіса.
1 грудня 2010 року Мікіс Теодоракіс оголосив про створення незалежного громадянського руху під назвою «Іскра» (грец. Σπίθα).

## Нагороди і премії
- Премія Ленінського комсомолу (1967) — за пісні, що кличуть молодь на боротьбу проти фашизму, за мир і краще майбутнє
- Міжнародна Ленінська премія «За зміцнення миру між народами» (1983)
- Міжнародна премія Андрія Первозванного «За Віру і Вірність» (1998—1999) — за видатні досягнення в галузі музики.[15]